# 圖卡佩爾

圖卡佩爾（西班牙語：Tucapel），是智利的城鎮，位於該國中部比奧比奧大區的阿勞科省，始建於1724年，面積914.9平方公里，海拔高度331米，2012年人口13,427人，人口密度每平方公里15人。
37°17′S 71°57′W / 37.283°S 71.950°W